# Organização social
No direito do Brasil, organização social (OS) é um tipo de associação privada, com personalidade jurídica, sem fins lucrativos, que recebe subvenção do Estado para prestar serviços de relevante interesse público, como, por exemplo, a saúde pública. A expressão "organização social" designa um título de qualificação que se outorga a uma entidade privada, para que ela esteja apta a receber determinados benefícios do poder público, tais como dotações orçamentárias, isenções fiscais ou mesmo subvenção direta, para a realização de seus fins.

## História
O modelo de OS foi pensado e elaborado principalmente por Luiz Carlos Bresser-Pereira, que no primeiro mandato do presidente Fernando Henrique Cardoso foi Ministro da Administração e Reforma do Estado. Durante a década de 1990 houve intensos debates sobre quais funções e serviços o Estado deveria prover à população, foi nesse contexto e inspirado no sistema de saúde britânico, o NHS, e na autonomia administrativa e financeira que usufruíam nos Estados Unidos as Universidades, Museus e hospitais que o Ministro Bresser-Pereira teve a ideia de criar as Organizações Sociais.  Em 1998, devido ao alegado desgaste da expressão "de utilidade pública", aprovou-se a criação da denominação "organização social", através da Lei federal nº 9 637.
O objetivo da criação dessa lei, na época, além de criar no ordenamento jurídico brasileiro ar Organizações Sociais, foi o de viabilizar a transferência de certas atividades exercidas pelo Estado para Organizações públicas não-estatais, nessa caso as Organizações Sociais. O que de acordo com os autores da proposta, poderiam ser melhor exercidas pelas OSs, sem necessidade de concessão pública, com a valorização do chamado terceiro setor. No Brasil a primeira instituição a se tornar a Organização Social foi a Fundação Roquette Pinto, que passou em janeiro de 1998 a se chamar Associação de Comunicação Educativa Roquette Pinto.
Existem vários casos de sucesso de implementação de O.S., principalmente no governo federal, como o Instituto de Matemática Pura e Aplicada (IMPA) e a Rede Nacional de Ensino e Pesquisa (RNP), ambas unidades de pesquisa do Ministério da Ciência, Tecnologia e Inovação. No Estado de São Paulo a Sala São Paulo é administrada pela Fundação OSESP, Organização Social da Cultura e a rede pública de FAB LABs na cidade de São Paulo é gerida pela Its Brasil.
As organizações sociais, no entanto, têm sido bastante criticadas. Algumas vinculadas a improbidade administrativa. Além disso, na cidade do Rio de Janeiro, por exemplo, as "OSs" passaram a atuar na gestão da saúde pública a partir do governo de Eduardo Paes, e alguns escândalos de corrupção ocorreram a partir daí.